# 3936 Elst
3936 Elst este un asteroid din centura principală, descoperit pe 16 octombrie 1977, de Cornelis van Houten.